# Prefettura apostolica di Zhaotong
La prefettura apostolica di Zhaotong (in latino: Praefectura Apostolica Chaotungensis) è una sede della Chiesa cattolica in Cina. La sede è vacante.

## Territorio
La prefettura apostolica comprende la parte nord-orientale della provincia cinese dello Yunnan e si estende sulla città-prefettura di Zhaotong.
Sede prefettizia è la città di Zhaotong (distretto di Zhaoyang), dove si trova la chiesa del Sacro Cuore.
Altre comunità cattoliche sono presenti a Yiliang, Daguan, Yanjin, Shuifu, Suijiang, Zhenxiong e Qiaojia.

## Storia
La prefettura apostolica di Zhaotong (Chaotung) è stata eretta l'8 aprile 1935 con la bolla Ad christianum di papa Pio XI, ricavandone il territorio dal vicariato apostolico di Yunnanfu (oggi arcidiocesi di Kunming).

## Cronotassi dei vescovi
Si omettono i periodi di sede vacante non superiori ai 2 anni o non storicamente accertati.
- Damian Tcheng † (8 aprile 1935 - gennaio 1945 deceduto)
  - Joseph Kerec, S.D.B. † (1939 - 1951) (amministratore apostolico)
- Stephan Fan Kai-ping † (6 luglio 1951 - 1982 deceduto)
  - Sede vacante
  - Chen Mu-shun † (28 marzo 1988 consacrato - 9 aprile 1997 deceduto)

## Statistiche
Secondo la Guide to the Catholic Church in China, nel 2014 la prefettura apostolica contava all'incirca 35.000 fedeli, 9 chiese e 6 sacerdoti.